# John McCabe (compositeur)
Pour les articles homonymes, voir John McCabe.
John McCabe (né à Huyton, Merseyside, le 21 avril 1939, et mort le 13 février 2015 à Rochester, Kent) est un compositeur et pianiste britannique.

## Biographie
Compositeur très prolifique depuis son plus jeune âge, à 11 ans il avait déjà écrit treize symphonies. Après des études à Manchester et à Munich, il a entrepris une carrière de compositeur et de pianiste virtuose. Il a composé dans presque tous les genres, avec cinq symphonies, quinze œuvres concertantes et huit ballets. Comme de nombreux compositeurs de sa génération, McCabe a fait des expériences avec le sérialisme, pour se tourner ensuite vers le post-tonalisme.
Il s'est fait connaître tout d'abord comme pianiste, ayant dans son répertoire des œuvres de Bax, Corigliano, Haydn, Hindemith, Rawsthorne et Webern.
Comme compositeur, il s'est fait connaître avec le cycle vocal Notturni ed Alba (1970). Il a ensuite écrit cinq symphonies (1965-2000), plusieurs ballets, des quatuors à cordes, de la musique instrumentale (surtout pour le piano). Aujourd'hui il est connu notamment pour ses concertos : quatre pour le piano (1966-76), trois pour un ou deux violons (1959, 1980, 2003), et d'autres pour alto (1962), clavecin (1968), hautbois d'amour (1972), clarinette (1977), orchestre (1982), trompette (1987) et flûte (1990), ainsi qu'un double concerto pour alto et violoncelle (1965) et un pour clarinette et hautbois (1988).
John McCabe a été nommé Commandeur de l'Empire britannique en 1983 pour services rendus à la musique.

## Œuvres principales
- Variations on a theme by Karl Amadeus Hartmann (1964, orchestre)
- Symphonie no 1, Elegy (1965, orchestre)
- Notturni ed Alba (1970; soprano, orchestre)
- Symphonie no 2 (1971, orchestre)
- Chagall Windows (1974, orchestre)
- Concerto pour piano nº 3 (1977)
- Symphonie no 3, Hommages (1978, orchestre)
- Magnificat in C (1979)
- Quatuor à cordes no 3 (1979)
- Concerto for Orchestra (1982)
- Quatuor à cordes no 4 (1982)
- Haydn Variations (1983; piano, dédié à et créé par Philip Fowke)
- Cloudcatcher Fells (1985, Brass Band)
- Fire at Durilgai (1988, orchestre)
- Quatuor à cordes no 5 (1989)
- Concerto pour flûte (1990)
- Tenebrae (1993, piano)
- Symphonie no 4, Of Time and the River (1994, orchestre)
- Edward II (1995, ballet)
- Pilgrim (1998; double string orchestra)
- Arthur Parts 1 & 2 (1999 et 2001, ballet)
- Woman by the Sea (2001, piano, quatuor à cordes)
- Labyrinth [Symphonie no 7] (2007, orchestre)

## Discographie sélective
- Edward II - Hyperion CDA 67135/6
- Six Minute Symphony; Concertante Variations of Nicholas Maw; Piano Concerto No 2; Sonate on a Motet - Dutton CDLX 7133
- Symphony ‘Of Time and the River’; Flute Concerto - Hyperion CDA67089

## Sources
- (en) Cet article est partiellement ou en totalité issu de l’article de Wikipédia en anglais intitulé « John McCabe (composer) » (voir la liste des auteurs).